# Happy Tree Friends
Happy Tree Friends (vaak afgekort als HTF) is een Amerikaans serie korte animatiefilms gemaakt met het webanimatieprogramma Adobe Flash door Kenn Navarro en Rhode Montijo van Universal Pictures.
Ondanks de kinderachtige vormgeving is de serie niet geschikt voor kleine kinderen. De filminhoud is extreem gewelddadig en de personages worden op een pijnlijke en bloederige manier verminkt en gedood. Er zijn ook enkele afleveringen waarin geen enkel personage doodgaat. Na de introductie op internet in 2000 verwierf de serie filmpjes een grote cultaanhang. De televisieserie wordt uitgezonden sinds 2006, onder andere door MTV.
De serie is geïnspireerd door Banjo Frenzy, een short uit 1999 van Aubrey Ankrum. Deze short bevat 'oude' versies van personages Giggles, Toothy, Cuddles en Lumpy. Deze short wijkt iets af van de serie: Giggles lijkt meer op een stinkdier dan op een oostelijke wangzakeekhoorn en Lumpy is in deze short een dinosaurus in plaats van een eland en tevens de agressieve moordenaar, in plaats van het alter ego van Flippy, een ander personage uit Happy Tree Friends.

## Personages
| Naam            | Kleur | Dier                       | Beschrijving |
| --------------- | ----- | -------------------------- | --- |
| Lumpy           |       | Eland                      | Een eland met talloze baantjes. Hoewel (meestal) goed bedoeld is hij niet bepaald slim en brengt anderen (en soms ook zichzelf) daardoor algauw in de problemen. |
| Toothy          |       | Bever                      | Een bever met erg grote tanden. Zijn tanden en hyperactiviteit brengen hemzelf vaak in de problemen en af en toe ook anderen. |
| Cuddles         |       | Konijn                     | Een optimistisch en opgewonden konijn dat onder andere houdt van kattenkwaad uithalen, skaten en zwemmen. Hij trekt anderen soms onbedoeld in de problemen, bijvoorbeeld door waarschuwingen in de wind te slaan, vaak ook met catastrofale gevolgen voor zichzelf. |
| Giggles         |       | Oostelijke wangzakeekhoorn | Een meisje dat niets liever doet dan schaatsen of door een bloemenveld heen lopen. Ze is erg begaand is met het milieu en hoewel ze meestal heel lief is, kan ze een kort lontje krijgen als ze iemand betrapt op milieuschade. Giggles wordt doorgaans gekenmerkt als het populairste personage uit de serie, daar ze met bijna alle andere dieren goed kan opschieten. |
| Petunia         |       | Stinkdier                  | Een vriendelijk stinkdier dat in de eerste afleveringen van de internetserie zo goed als dezelfde persoonlijkheid heeft als Giggles. Sinds de televisieserie zijn er meer karaktereigenschappen van haar naar voren gekomen, voornamelijk haar smetvrees. Ze kan absoluut niet tegen rommel en probeert hierdoor altijd behulpzaam te zijn: ze doet er alles aan om vieze dingen schoon te maken. Lukt dat haar niet, dan draait ze door, soms met pijnlijke of dodelijke gevolgen. |
| Handy           |       | Bever                      | Een bouwvakker die bij een of ander raar ongeluk zijn handen is kwijtgeraakt. Als hem iets niet lukt, meestal een handeling waarbij hij zijn handen zou moeten gebruiken en waar hij niet bij kan, trekt hij een typerend boos gezicht en laat hij een kenmerkende grom horen. |
| Nutty           |       | Eekhoorn                   | Een hyperactieve eekhoorn met een lui oog die geobsedeerd is door snoepgoed, chocola en andere zoetigheid. Nutty doet er alles voor om dat te krijgen en offert desnoods zijn eigen leven ervoor op of in sommige gevallen die van zijn vrienden. |
| Sniffles        |       | Miereneter                 | Een bijzonder slim dier. Als hij in contact komt met mieren, vermoorden zij hem (meestal) op sadistische wijze. |
| Splendid        |       | Vliegende eekhoorn         | Een superheld die (ondanks zijn goede bedoelingen) meer kwaad doet dan goed, waardoor hij vaak wordt aangezien voor een antiheld. |
| Flaky           |       | Stekelvarken               | Een lief en verlegen stekelvarken dat last heeft van hardnekkige roos. Voor lange tijd wist men niet zeker wat Flaky's geslacht is, de makers hebben bevestigd dat Flaky een meisje is. Bij het minste of geringste raakt Flaky in paniek en ze is bang voor bijna alles. Hoewel ze vaak probeert haar angsten te overwinnen, heeft dit soms rampzalige gevolgen voor haarzelf en af en toe ook voor anderen.                                                                       |
| The Mole        |       | Mol                        | Ondanks het feit dat hij niets ziet, leeft deze mol een leven als ieder ander, hij rijdt bijvoorbeeld auto en heeft een parttime baan als bouwvakker. Zijn blindheid creëert gevaarlijke situaties voor zichzelf en vaak ook voor anderen. |
| Pop en Cub      |       | Beren                      | Ondanks zijn goede bedoelingen is Pop een niet al te goede vader voor zijn zoontje Cub en brengt hem dikwijls in gevaar, vaak met pijnlijke of dodelijke gevolgen voor hen beiden. |
| Disco Bear      |       | Beer                       | Een beer met een afrokapsel en een kledingstijl uit de jaren zeventig. Hij denkt dat de vrouwen hem wel zien zitten, maar hij heeft nooit succes en veel vrouwen zien hem daarom ook meer als last. Zijn onvoorzichtigheid brengt anderen en/of hemzelf vaak in de problemen. Van alle personages heeft hij de laagste stem. |
| Flippy          |       | Beer                       | Een beer met een lief karakter die lijdt aan posttraumatische stress. Hij heeft in de Vietnamoorlog gevochten en als hij iets associeert met geweld of scherpe voorwerpen of geluiden hoort die lijken op geluiden uit de oorlog, krijgt hij flashbacks naar zijn oorlog-ervaringen. Hoewel het hem soms lukt om zich in te houden, wordt hij meestal extreem agressief en vermoordt hij iedereen om zich heen. Dit alter ego wordt Evil Flippy of Fliqpy genoemd.                  |
| Russell         |       | Zeeotter                   | Een zeeotter met een ooglapje en twee houten benen. |
| Mime            |       | Hert                       | Een mimespeler die zijn baan vaak iets te serieus neemt: hij zegt bijna nooit iets, als hij een dialoog heeft bestaat deze meestal uit korte wanhopige kreten. |
| Lifty en Shifty |       | Wasberen                   | Twee kleptomane wasbeerbroertjes die op niets goeds uit zijn. Ze gaan over lijken om spullen van anderen te stelen, wat vaak leidt tot de dood van zichzelf en niet zelden ook die van hun slachtoffers. |
| Cro-Marmot      |       | Marmot                     | Een prehistorische marmot die ingevroren is in een blok ijs, maar ondanks dat het toch voor elkaar krijgt allerlei handelingen uit te voeren, waaronder autorijden. Bovendien is hij een erg goede surfer. |
| Lammy           |       | Schaap                     | De winnaar van de Vote or Die poll. Ze is een vrolijk en enthousiast schaap met een denkbeeldige vriend in de vorm van een levende augurk. |
| Mr. Pickles     |       | Augurk                     | Lammy's kwaadaardige fantasievriend, een levende augurk die alles kapotmaakt en iedereen dood maakt zodra hij de kans krijgt, op Lammy na. Lammy krijgt altijd de schuld van de dood van anderen, omdat Lammy de enige is die Mr. Pickles levend ziet en de anderen niet. |
| Truffles        |       | Everzwijn                  | Lammy's tegenstander in de Vote or Die poll die ervan houdt om te stalken. Zijn talrijke cameo-optredens lijken regelmatig als een running gag te dienen. |

## Stemacteurs
Rhode MontijoLumpy (1999-2003), Splendid (1999-2006)
Kenn NavarroToothy (alleen Keepin' It Reel), Cuddles, Handy (alleen A Hole Lotta Love), Flippy (2006-heden), Lifty (2005-heden), Shifty (2005-heden)
Aubrey AnkrumToothy (alleen Banjo Frenzy), Pop, Flippy (2000-2006), Fliqpy
Warren GraffToothy (1999-heden), Handy, Mime (2000-2004)
Dana BelbenGiggles (1999-2003), Petunia (1999-2003), Flaky (alleen Class Act), Cub (1999-2003)
Ellen ConnellGiggles (2003-2009; 2011-heden), Petunia (2003-2009; 2011-heden), Cub (2003-2009; 2012-heden)
Lori JeeGiggles (2009-2011), Petunia (2009-2011), Cub (2009-2012)
Nica LorberGiggles (alleen Letter Late than Never), Petunia (alleen A Bit of a Pickle), Flaky
Sarah CastelblancoPetunia (alleen Remains to be Seen), Mime (2004-heden)
David WinnLumpy (2003-heden), Splendid (2006-heden)
Michael LipmanNutty
Liz StuartSniffles
Peter HerrmannDisco Bear
Jeff BiancalanaRussell (2000-2006)
Francis CarrRussell (2006-heden)
Mark GiambrunoLifty (2000-2005), Shifty (2000-2005)
Renée MacDonaldLammy
Stille rollenThe Mole, Cro-Marmot, Mr. Pickles, Truffles

## Dvd's
- First Blood
- Second Serving
- Third Strike
- Fourth Pick
- Fifth Gear
- Sixth Nonsense
- Seventh Sin
- Winter Break
- Overkill (verzamelbox van de eerste 3)